# Цеханкі-Кшесімовські
Цеханкі-Кшесімовські (пол. Ciechanki Krzesimowskie) — село в Польщі, у гміні Ленчна Ленчинського повіту Люблінського воєводства.
Населення — 332 особи (2011).

## Демографія
Демографічна структура станом на 31 березня 2011 року:
|          | Загалом | Допрацездатний вік | Працездатний вік | Постпрацездатний вік |
| -------- | ------- | ------------------ | ---------------- | -------------------- |
| Чоловіки | 164     | 32                 | 114              | 18                   |
| Жінки    | 168     | 34                 | 100              | 34                   |
| Разом    | 332     | 66                 | 214              | 52                   |